# Rode distelaardvlo
De rode distelaardvlo (Sphaeroderma rubidum) is een bladkever die tot de tribus Alticini behoort. 
Dankzij een veermechanisme (de "metafemorale veer") in de sterk ontwikkelde dij van de achterste poten kunnen de kevers, typisch voor de meeste aardvlooien wegspringen bij gevaar.
De rode distelaardvlo is een algemeen voorkomende soort in heel Europa, hoewel sporadisch in sommige noordelijke gebieden, zich uitstrekkend tot het Verenigd Koninkrijk en de zuidelijke provincies van Fennoscandinavië, van oost tot west Rusland, de Kaukasus en Oekraïne en wijdverbreid in Noord-Afrika van Marokko tot Libanon.

## Beschrijving
De roodbruine kever is 2,3-3,5 mm groot, vrijwel bolvormig en slechts licht langwerpig, soms bijna cirkelvormig van omtrek. In het volwassen stadium zijn ze geheel bleekbruin. De kop is bolvormig met grote bolvormige ogen, meestal grotendeels verborgen onder het pronotum (halsschild). De top van de kop (vertex) is afgeplat en fijn gepunkteerd. De antennes staan aan de voorkant naast de binnenrand van de ogen De afstand tussen de antennes is iets minder dan de lengte van het basale segment. De antennes hebben elf, langwerpige segmenten. Het pronotum is het breedst bij de scherpe achterste hoeken met een sterk versmalde tot een afgeronde (van bovenaf) voorste rand. Het pronotum is zeer fijn gepunkteerd of op sommige plaatsen niet gepunkteerd en zonder enige groeven. De elytra zijn vierkantig tot licht langwerpig met afhangende randen, sterk afgeronde zijranden en een helemaal gebogen apicale rand. Het oppervlak is fijn gepunkteerd en zonder groeven. De poten zijn lang en robuust, de achterste dijbenen zijn sterk ontwikkeld vergeleken met de middelste dijbenen. Dankzij een veermechanisme (de "metafemorale veer") in de sterk ontwikkelde dij van de achterste poten kunnen de kevers, typisch voor de meeste aardvlooien wegspringen bij gevaar.De tibiae zijn licht gebogen en geleidelijk verbreed met schuin afgeknotte apicale randen. Alle tibiae hebben een kleine haak. De tarsi zijn pseudoviergesementeerd door het tweelobbige derde segment. Bij de mannetjes is het basale segment van alle tarsi verbreed.

## Waardplanten
Waardplanten omvatten een reeks composieten, vooral verschillende distels (soorten Cirsium Mill, Carduus L. en Onopordum Viall), maar ook zaagblad (Serratula tinctoria L.), saffloer (Carthamus tinctorium L.), klis (Arctium spp.), kardoen (Cynara cardunculus L.), artisjok en
centauriesoorten.

## Levenscyclus
De volwassen kevers voeden zich met de bladeren en veroorzaken talloze kleine gaatjes, maar ze bezoeken ook bloemen en zijn af en toe te vinden op de bladeren van loofbomen en struiken. Typische habitats zijn overal waar de waardplanten veel voorkomen: bermen, heide, grasland en bouwland, parken en tuinen. Ze komen vaak voor op verstoorde grond. Volwassen kevers komen het hele jaar door voor, maar zeer weinig individuen overwinteren en slechts kleine aantallen komen in het vroege voorjaar voor. Ze komen algemeen voor vanaf eind mei of juni wanneer de nieuwe generatie verschijnt en blijven tot in de herfst. De paring vindt plaats vanaf eind mei of juni en duurt enkele maanden en het leggen van eitjes vindt plaats van juli tot oktober. Eieren worden afzonderlijk aan de onderkant van de bladeren gelegd, meestal in de buurt van een grote nerf en vaak naar het midden van het blad. De larven komen binnen twee weken uit het ei. Bij het verlaten van het ei boren ze onmiddellijk in het weefsel naast de nerf en beginnen te [mineren. In het begin loopt de mijn over de volle diepte van het blad en meandert vaak of vormt lussen. Deze vroege mijnen bevatten weinig uitwerpselen en hebben onregelmatige randen, maar naarmate de larve groeit worden de mijnen veel breder en regelmatiger. De larven in het laatste (derde) stadium zijn zeer breed en vullen de mijn volledig. De ontwikkeling van de larven duurt ongeveer een maand. De volgroeide larven komen voor vanaf eind augustus. De meeste larven gaan de grond in om enkele centimeters onder het oppervlak een cel te vormen. Ze overwinteren en verpoppen van april tot juli. Het popstadium duurt tussen de vier en zes weken en dus verschijnen de volwassen kevers van de nieuwe generatie gedurende een lang seizoen. Ze beginnen zich snel na het uitkomen van de pop te voeden, maar de meeste zullen overzomeren. Er is slechts één enkele generatie per jaar.